# Еммер-Компаскюм
Еммер-Компаскюм (нід. Emmer-Compascuum) — село в нідерландській провінції Дренте, на кордоні з Німеччиною. Входить до муніципалітету Еммен.
Його площа становить 39,31 км², а населення станом на 2021 рік становило 7 690 осіб.

## Галерея

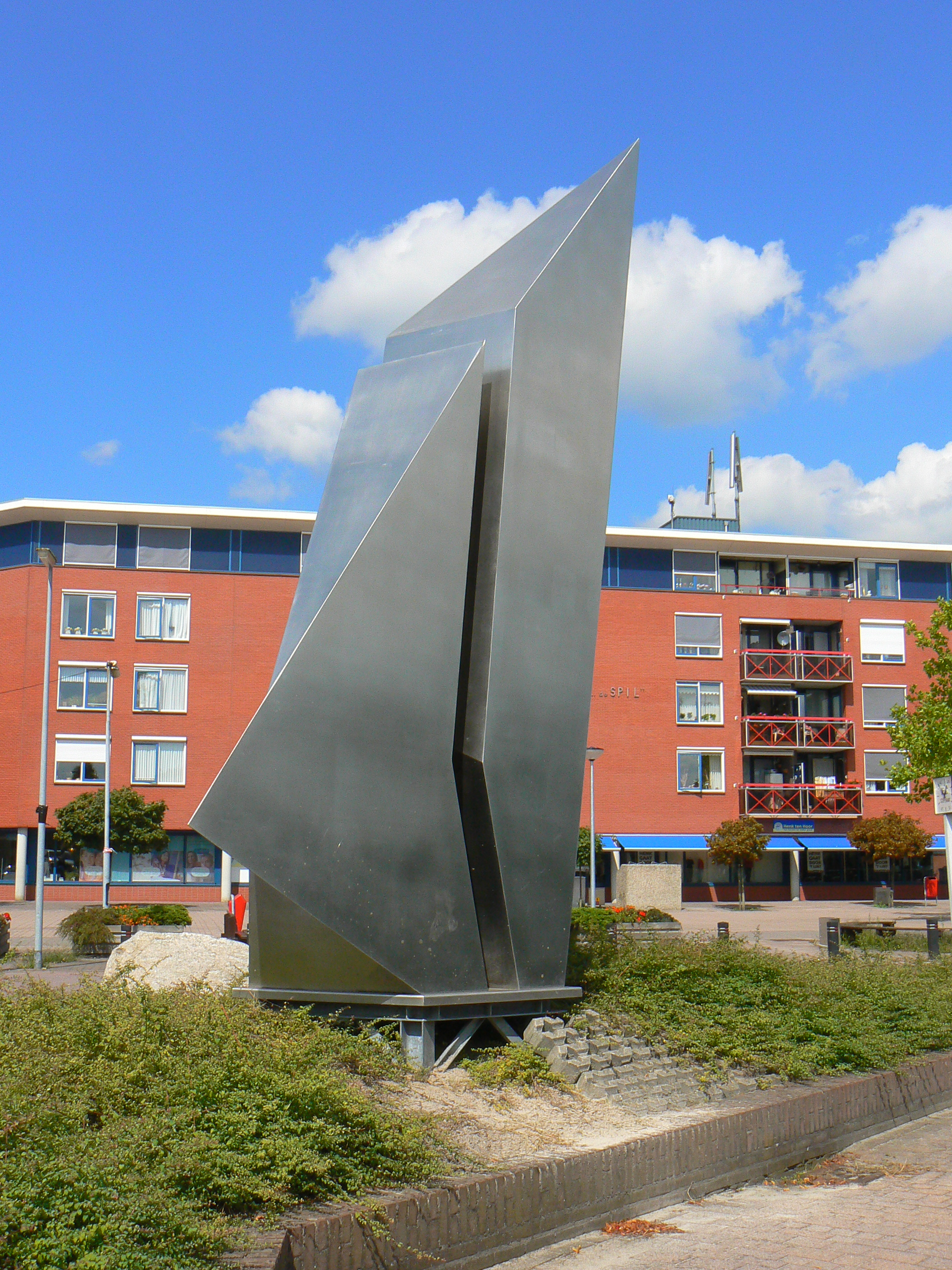
Скульптура в Еммер-Компаскюмі
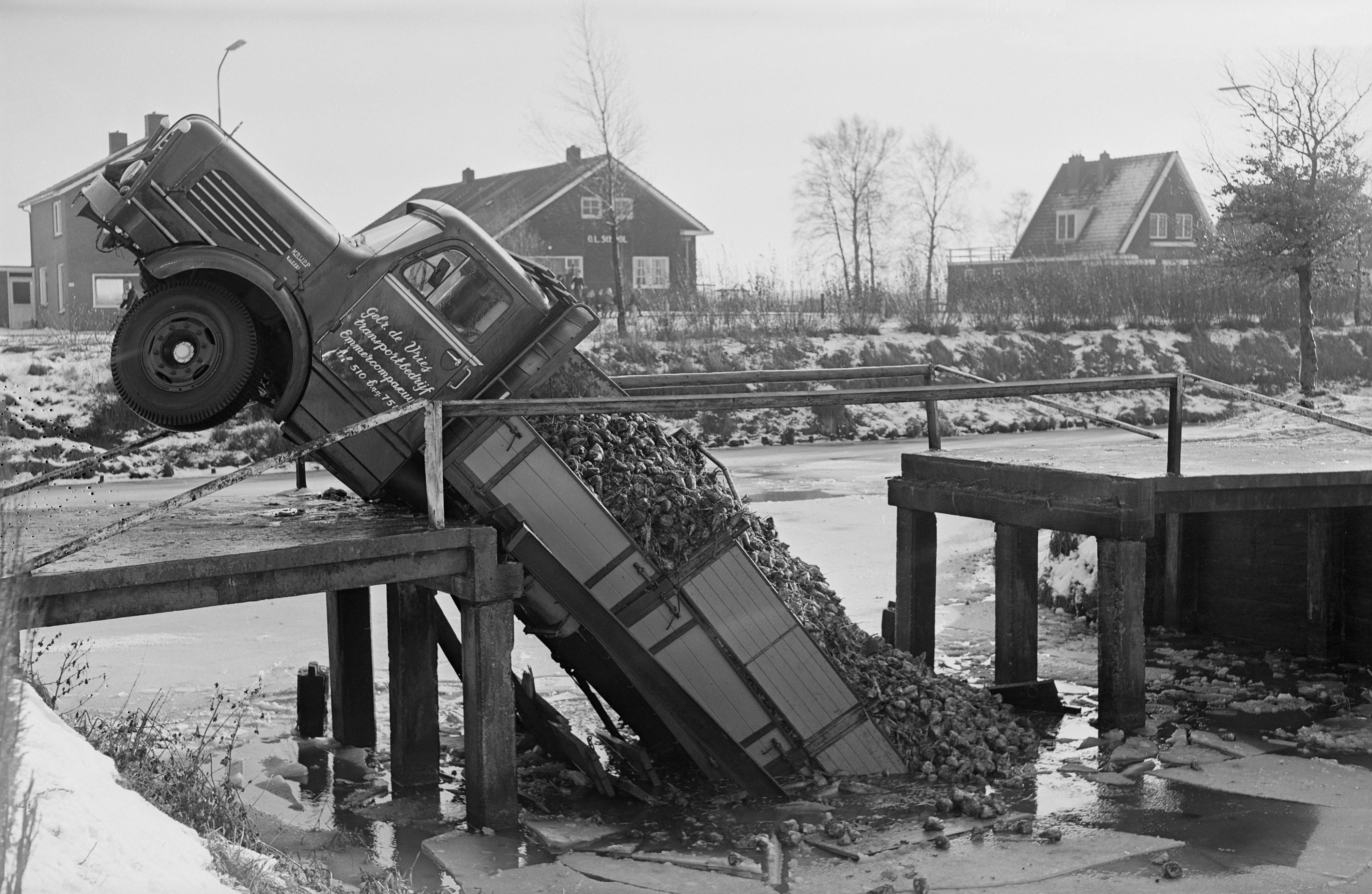
Аварія мосту (1965)